# Sprezzatura

O conceito de sprezzatura é atribuído ao diplomata italiano Baldassare Castiglione

A sprezzatura (pronúncia italiana: [sprettsaˈtuːra]) é a capacidade de aparentar indiferença e facilidade na realização de ações difíceis, escondendo conscientemente o esforço que elas exigem. O termo, de origem italiana, foi primeiro definido no livro O Cortesão, de Baldassare Castiglione, como o ato de “esconder a arte e mostrar que o que se faz e diz é sem esforço e quase sem pensar". A sprezzatura também tem sido descrita como "a arte de ocultar a arte", ou ainda "uma forma de ironia defensiva: a capacidade de disfarçar o que realmente se deseja, sente, pensa, significa ou intenciona, por detrás de uma máscara de aparente reticência e indiferença".

## História
Castiglione escreveu O Cortesão como um retrato de um cortesão idealizado—aquele que seria capaz de manter longamente o apoio de seu governante. Um bom cortesão deveria ser hábil com armas, em eventos esportivos, e nas searas da música e da dança. Um cortesão que tem sprezzatura, por sua vez, conseguiria fazer essas tarefas difíceis parecerem simples – e, mais importante, sem esforço e casualmente. Embora a sprezzatura seja uma forma de afetação, pois consiste em um comportamento artificial ou fingido, a busca por transmitir uma imagem livre de qualquer afetação é um de seus aspectos fundamentais. A respeito sprezzatura, Castiglione disse:
Eu encontrei uma regra universal que, nesta questão, parece-me válida acima de todas as outras e em todos os assuntos humanos, seja em palavras ou ações: e ela consiste em evitar de todas as formas possíveis a afetação, como se fosse algum recife áspero e perigoso; e (para pronunciar uma nova palavra talvez) praticar em todas as coisas uma certa sprezzatura, de modo a esconder a arte e externar que o que se faz e diz surge sem esforço e quase sem pensar.

## Atributos positivos e negativos
A sprezzatura era considerada uma qualidade vital para um cortesão. Em um meio amplamente informado pela ambição e a intriga, cortesãos, essencialmente, tinham grande cuidado com a imagem que projetavam em seus pares; a sprezzatura lhes permitia criar a impressão de estarem no domínio de suas funções e atribuições. Por meio da sprezzatura um cortesão poderia parecer totalmente à vontade na corte, e como alguém que era "o mestre de si mesmo, das regras da sociedade, e até mesmo das leis da física". Sua sprezzatura criaria "a nítida impressão de que ele era incapaz de errar".
No entanto, embora a faculdade da sprezzatura tivesse seus benefícios, ela também tinha seus inconvenientes. Como a sprezzatura busca fazer parecerem fáceis as tarefas difíceis, aqueles que a utilizam devem ser capazes de agir de maneira convincente, e portanto enganar aos outros com sucesso. Consequentemente, seu emprego generalizado criaria uma "cultura da suspeita, que se auto-alimenta". Além disso, uma vez que os cortesãos tinham de ser diligentes na manutenção de suas fachadas, e mantê-las indefinidamente, "o subproduto da performance do cortesão é que a realização da sprezzatura exige-lhe negar ou denegrir a sua natureza". Por conseguinte, o cortesão que se destaca por sua sprezzatura correria o risco de perder-se para a fachada criada para os seus pares.

## Exemplos na arte renascentista

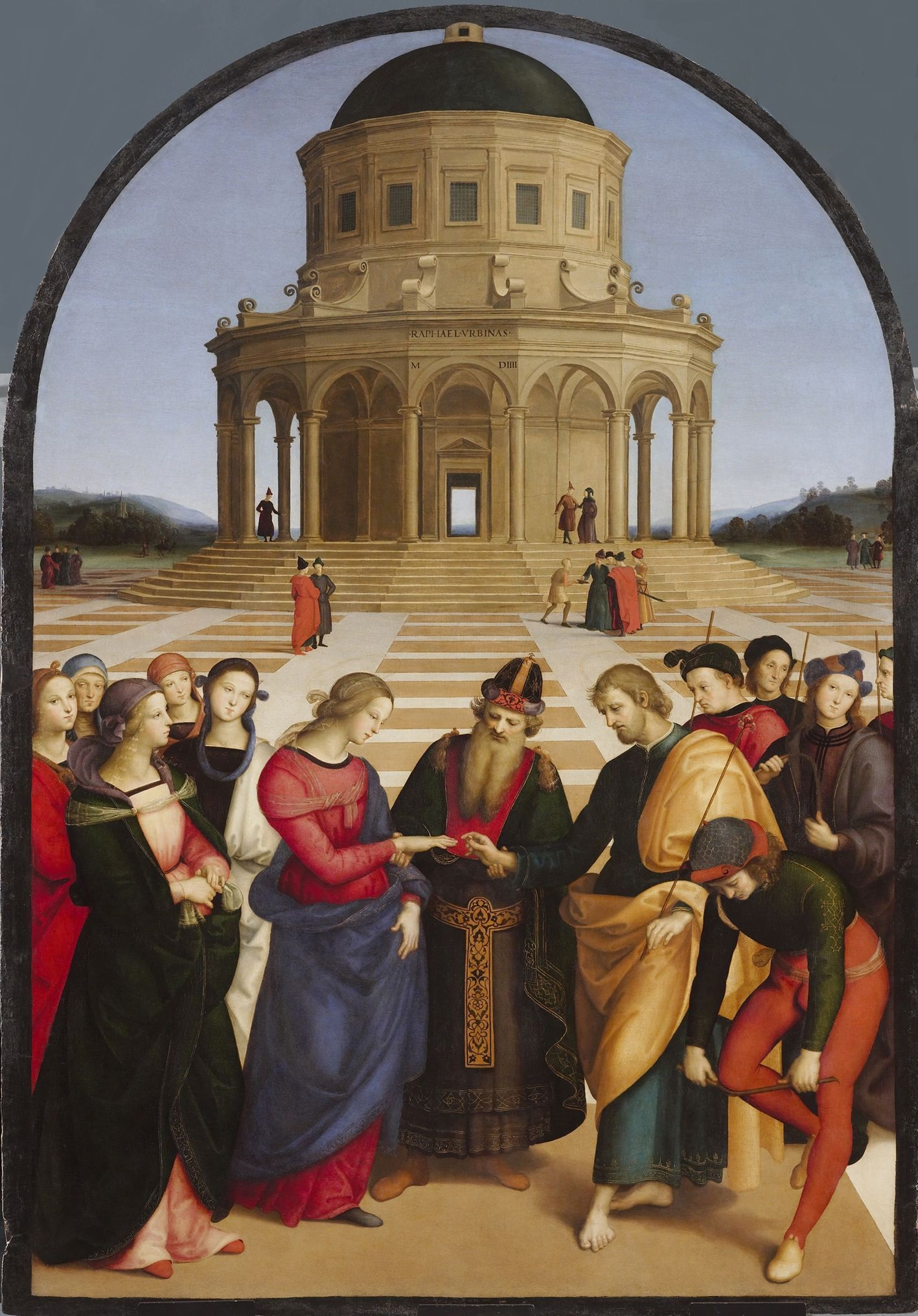
O Casamento da Virgem (1504) de Rafael Sanzio.

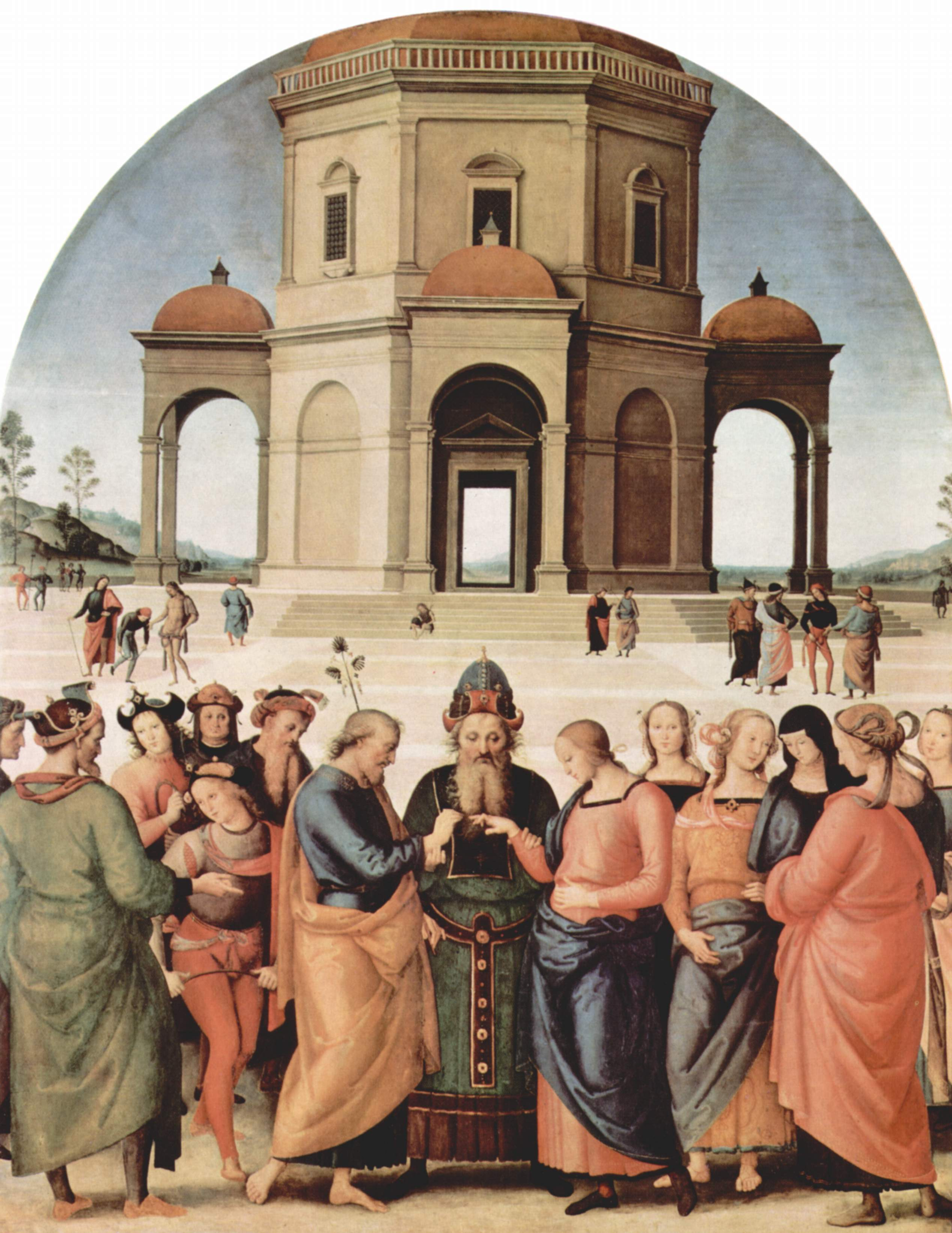
Casamento da Virgem (1500-1504) de Perugino.

Rafael exemplificou a sprezzatura desde o início de sua carreira, começando com seu primeiro trabalho assinado, O Casamento da Virgem, uma tela inspirada em uma obra do seu professor Perugino. Como já se disse, "a pintura de Rafael difere de seu modelo principalmente por refletir de maneira única a importância de sprezzatura."
A pintura de Rafael revela a sua consciência sobre a importância da sprezzatura, sobretudo por meio de sua representação de José. Comparada com a representação mais jovial de José de Rafael, a versão de Perugino é consideravelmente mais idealizada e mais velha. O José de Perugino, apesar de sua doçura em contraste com representações anteriores de outros artistas, possui uma certa dureza de perfil e angularidade, que Rafael evitou ao suavizar a anatomia das características faciais e ao quebrar levemente o seu perfil.
A sprezzatura é um dos principais elementos da arte e escultura maneiristas, particularmente dentre os membros da escola da bella maniera, na qual o artista sintetiza os melhores atributos de várias fontes em um novo design. A sprezzatura enfatizou efeitos virtuosos que foram apresentados com aparente facilidade. O Perseu de Cellini seria um excelente exemplo.
Além disso, "as poses e vestes dos dois também revelam uma transformação sutil que reflete a mesma alteração deliberada de atitude". Por exemplo, a graça do José de Perugino é "enfatizada pelo destaque da roupagem e do corpo. A facilidade do movimento em S que vai da orelha ao dedo do pé é inescapavelmente óbvia". Por outro lado, a graça exibida pelo José de Raphael" é igualmente grande, mas talvez mais afetiva, pois o modo de sua expressão é menos óbvio".